# 克林格尔巴赫
克林格尔巴赫是德国莱茵兰-普法尔茨州的一个市镇。总面积5.14平方公里，总人口711人，其中男性346人，女性365人（2011年12月31日），人口密度138人/平方公里。